# Рок-Сентябрь
«Рок-Сентябрь» — советская рок-группа из Череповца. Известна благодаря сотрудничеству с молодыми авторами и исполнителями Александром Башлачёвым и Юрием Шевчуком, ставшими впоследствии культовыми рок-музыкантами.

## История группы
Группа была создана в Череповце гитаристом Вячеславом Кобриным в 1979 году под названием «Диско-Сентябрь», что подчеркивало её стилистическое направление. В состав группы также вошли Олег Хакман (бас-гитара), Александр Пугачёв (клавишные, вокал) и Евгений Белозёров (ударные). В таком составе группа репетировала на базе городского Дома культуры и там же играла на танцах. В основе многих песен собственного репертуара были тексты Александра Башлачёва.
В начале 1981 года группа записывает магнитоальбом «Диско-робот» и получает предложение перейти в разряд профессиональных коллективов, заключив договор с Ульяновской филармонией. Однако профессиональная карьера длится менее полугода, после чего музыканты возвращаются в Череповец и записывают новый магнитоальбом «Нам нужен ветер» — уже под новым названием «Рок-Сентябрь». Группа периодически принимает участие в конкурсах самодеятельной песни.
Осенью 1982 года группа принимает участие во всесоюзном конкурсе «Золотой камертон» в Москве. Там происходит встреча с Юрием Шевчуком и заключается соглашение о совместной работе. Шевчук вместе с клавишником Владимиром Сигачёвым приезжают на несколько месяцев в Череповец, где совместно записывается альбом «Компромисс». Чуть позже «Рок-Сентябрь» записывает альбом «Доктор Рок-н-ролл».
В 1984 году группа сразу же попадает в разряд неблагонадежных коллективов, что лишает её возможности выступать не только профессионально, но и самодеятельно. Из-за невозможности работы, первый состав распадается, а лидер группы Кобрин перебирается в Эстонию, где продолжает выступать в составе местных коллективов («Магнетик бэнд», «Kobrin blues band», «Ultima Thule»).
До 1987 года бас-гитарист Олег Хакман с помощью студийных музыкантов (Владимир Фёклин, Владимир Михайлов, Олег Морев) записывает несколько магнитоальбомов «Рок-Сентября», не привлекших особого внимания. Он же возрождает коллектив в новом составе. Помимо самого Хакмана и Белозерова в обновленную группу вошли Владислав Мамченко (гитара) и Вячеслав Курбатов (клавишные). В таком составе коллектив выступил на нескольких фестивалях, наиболее заметным из которых был «Рок + Мир» в Ярославле в 1987 году. Перестройка позволила группе вновь обрести статус профессиональной — осенью 1988 года она становится коллективом Вологодской филармонии. В декабре 1988 на фирме «Мелодия» вышел единственный миньон группы.
На рубеже 1980 — 1990-х годов «Рок-Сентябрь» выступает на нескольких фестивалях, после чего группа окончательно распадается, а её участники продолжают работу в других музыкальных проектах. Согласно данным Олега Хакмана, конец существования группы пришёлся на 1991 год.
23 апреля 2016 года на 59-м году жизни Вячеслав Кобрин умер в Коста-Рике.
14 ноября 2022 года не стало Александра Пугачева.

## Состав группы
- Вячеслав Кобрин † — гитара, флейта, вокал (1979–83)
- Олег Хакман — бас-гитара, вокал
- Александр Пугачёв † — клавишные, вокал (1979–83)
- Валерий Тузиков — клавишные (1979–83)
- Евгений Белозёров — ударные
- Андрей Масленников — бас-гитара (1982–85)
- Владимир Капустин — клавишные (1982)
- Юрий Шевчук — вокал, гитара (1982–83)
- Владимир Сигачёв — клавишные (1982–83)
- Олег Морев — бас-гитара (1984–87)
- Владимир Михайлов — ударные (1984–87), скончался 23.12.2023г.
- Владислав Мамченко — гитара (1984–90)
- Вячеслав Курбатов — клавишные (1987–90)
- Юрий Сорокин — звукорежиссер
- Сергей Веселов — администратор 2-го состава (1987–90)

## Дискография
- Дискоробот (1981)
- Нам нужен ветер (1982)
- Золотой камертон-82 (1982)
- Монолог в Сайгоне (1983, совместно с ДДТ)
- Доктор Рок-н-ролл (1983)
- Калейдоскоп (1984)
- Пляшет зал (1985)
- Карусель (1986)
- Рок-Сентябрь-87 (1987)